# Parafia Najświętszej Maryi Panny Królowej Aniołów w Brzeźnicy Bychawskiej
Parafia Najświętszej Maryi Panny Królowej Aniołów w Brzeźnicy Bychawskiej – parafia rzymskokatolicka, znajdująca się w archidiecezji lubelskiej, w dekanacie Czemierniki.

## Zasięg parafii
Do parafii należą wierni z następujących miejscowości: Berejów, Brzeźnica Bychawska-Kolonia, Brzeźnica Bychawska, Niedźwiada-Kolonia, Tarło, Zabiele-Kolonia, Zabiele